# Luciano Delbianco
Luciano Delbianco (Pola, 10 giugno 1954 – Zagabria, 29 settembre 2014) è stato un politico ed economista croato, rappresentante dei croati italiani, esponente della Dieta Democratica Istriana e fondatore del Foro Socialdemocratico Istriano.

## Biografia
Dal 1977 al 1979 lavorò al cantiere navale Uljanik (Scoglio Olivi) di Pola, poi dal 1979 al 1990 all'Elektroistra sempre a Pola. Entrato in politica appena prima dell'indipendenza della Croazia, aderì alla Dieta Democratica Istriana venendo eletto sindaco di Pola, carica che mantenne fino al 1993 quando venne eletto primo presidente della Regione Istriana.
In occasione delle elezioni parlamentari del 1995 è eletto deputato per la Dieta Democratica Istriana, all'interno della coalizione con HSS e HNS; in ragione dell'incompatibilità con la carica di presidente di regione, è sostituito da Axel Luttenberger, approdando al Sabor al termine del mandato, nel 1997. Nel 1996 fonda un nuovo soggetto politico, il Foro Democratico Istriano, poi ridenominato Foro Socialdemocratico Istriano.
Nel 1998 ottiene il dottorato di ricerca presso la Facoltà di Ingegneria Elettrica e Informatica dell'Università di Zagabria.
Nel 2001 è rieletto per la seconda volta sindaco di Pola, mantiene la carica fino al 2005.
Nel 2004 diventa membro del Consiglio di sorveglianza della società croata Power Inc..
Lavorava come assistente presso il Dipartimento di Ingegneria Elettrica della Facoltà di Ingegneria dell'Università di Fiume e come professore alla Scuola Tecnica Superiore di Pola.
È deceduto a Zagabria il 29 settembre 2014 a 60 anni d'età.